# Lawrence Joseph DeNardis

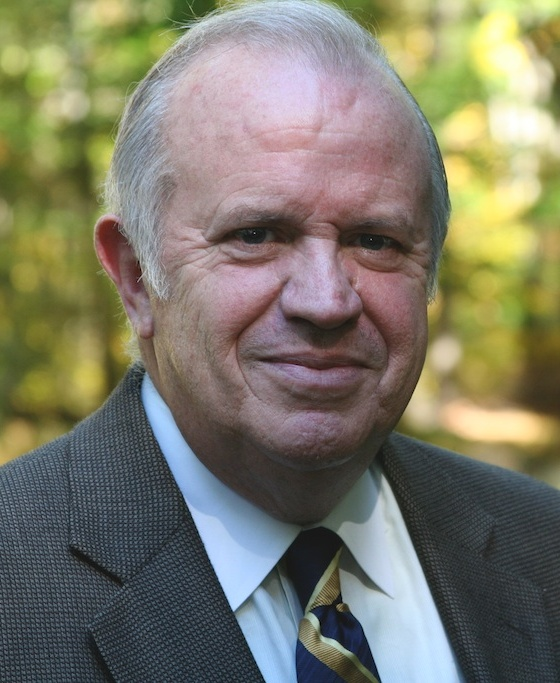
Larry DeNardis (2007)

Lawrence Joseph „Larry“ DeNardis (* 18. März 1938 in New Haven, Connecticut; † 24. August 2018 ebenda) war ein US-amerikanischer Politiker. Zwischen 1981 und 1983 vertrat er den dritten Wahlbezirk des Bundesstaates Connecticut im US-Repräsentantenhaus.

## Werdegang
Lawrence DeNardis besuchte bis 1956 die Hamden High School in Connecticut und dann bis 1960 das College of the Holy Cross in Worcester (Massachusetts). Danach studierte er noch bis 1964 an der New York University. Zwischen 1960 und 1963 war er Reserveleutnant der US Navy. Zwischen 1964 und 1979 lehrte er als Dozent am Albertus Magnus College in New Haven. In den Jahren 1979 und 1980 war DeNardis Präsident der Vereinigung der unabhängigen Colleges von Connecticut.
Politisch schloss sich DeNardis der Republikanischen Partei an. Zwischen 1970 und 1979 saß er im Senat von Connecticut; zwischen 1966 und 1982 war er Delegierter zu den regionalen Parteitagen der Republikaner. Im Jahr 1982 fungierte er als Parteitagsvorsitzender in Connecticut. 1976 war er Delegierter zur Republican National Convention in Kansas City, auf der Gerald Ford als Präsidentschaftskandidat der Partei nominiert wurde. Bei den Kongresswahlen des Jahres 1980 wurde DeNardis im dritten Distrikt von Connecticut in das US-Repräsentantenhaus in Washington, D.C. gewählt, wo er am 3. Januar 1981 die Nachfolge des Demokraten Robert Giaimo antrat. Da er aber bereits bei den folgenden Wahlen im Jahr 1982 dem Demokraten Bruce Morrison unterlag, konnte er bis zum 3. Januar 1983 nur eine Legislaturperiode im Kongress absolvieren. Im Jahr 1984 bewarb er sich erfolglos um seine Rückkehr in den Kongress.
Von 1983 bis 1984 lehrte er als Gastdozent an der University of Connecticut Staatsrecht. Zwischen 1985 und 1987 war er Abteilungsleiter im Bundesgesundheitsministerium; 1987 war er ebenfalls Gastprofessor am Woodrow Wilson International Center in der Bundeshauptstadt Washington. Im Jahr 1991 fungierte DeNardis als Vorsitzender des Rats für höhere Bildung von Connecticut. Zwischen 1991 und 2004 war er Fakultätsmitglied und Präsident der University of New Haven.
Seit dem Jahr 2000 war er Vorsitzender der Tweed New Haven Regional Airport Authority. Im Vorfeld der Gouverneurswahlen 2010 in Connecticut zählte er zum republikanischen Kandidatenkreis; letztlich verzichtete er aber auf eine offizielle Bewerbung. Die Nominierung ging an Thomas C. Foley.